# Københavns Amtsråd 1994-1997
Medlemmer af amtsrådet i Københavns Amt valgt 16. november 1993:
Mandatfordelingen var som følger:
A: Socialdemokratiet - 12 mandater
B: Radikale Venstre - 2 mandater
C: Det Konservative Folkeparti - 7 mandater
F: Socialistisk Folkeparti - 3 mandater
V: Venstre - 6 mandater
Z: Fremskridtspartiet - 1 mandat

## Styrelsen
| Embede                                       | Navn                   | Parti                   |
| -------------------------------------------- | ---------------------- | ----------------------- |
| Amtsborgmester                               | Vibeke Storm Rasmussen | Socialdemokratiet       |
| Viceamtsborgmester                           | Helle Jarlmose         | Radikale Venstre        |
| Formand for økonomiudvalget                  | Vibeke Storm Rasmussen | Socialdemokratiet       |
| Formand for sygehusudvalget                  | Birthe Hyldstrup       | Socialdemokratiet       |
| Formand for social- og sundhedsudvalget      | Preben Lassen          | Socialdemokratiet       |
| Formand for udvalget for teknik og miljø     | Per Kleis Bønnelycke   | Radikale Venstre        |
| Formand for undervisnings- og kulturudvalget | Birthe Nielsen         | Socialistisk Folkeparti |
| Formand for beskæftigelsesudvalget           | Leif Flemming Jensen   | Socialdemokratiet       |

## Valgte medlemmer
| Navn                   | Parti                       |
| ---------------------- | --------------------------- |
| Lars Abel              | Det Konservative Folkeparti |
| Jørgen G. Andersen     | Det Konservative Folkeparti |
| Preben Andersen        | Socialdemokratiet           |
| Per Arge               | Socialdemokratiet           |
| Nina Berrig            | Det Konservative Folkeparti |
| Ove Bjerregaard-Madsen | Fremskridtspartiet          |
| Poul Brix              | Venstre                     |
| Jens Brunsgaard        | Venstre                     |
| Per Kleif Bønnelycke   | Radikale Venstre            |
| Jens Gregersen         | Det Konservative Folkeparti |
| Niels Hurtigkarl       | Socialdemokratiet           |
| Birthe Hyldstrup       | Socialdemokratiet           |
| Mette Isager-Nielsen   | Socialistisk Folkeparti     |
| Helle Jarlmose         | Radikale Venstre            |
| Hanna Jensen           | Socialdemokratiet           |
| Leif Flemming Jensen   | Socialdemokratiet           |
| Bent Kofoed-Hansen     | Det Konservative Folkeparti |
| Bent Larsen            | Venstre                     |
| Preben Lassen          | Socialdemokratiet           |
| Asger Løvskjold        | Socialdemokratiet           |
| Birthe Nielsen         | Socialistisk Folkeparti     |
| Leif Nielsen           | Socialdemokratiet           |
| Vibeke Nielsen         | Venstre                     |
| Flemming Orth          | Det Konservative Folkeparti |
| Poul Elgaard Pedersen  | Venstre                     |
| Vivi Larsen Pedersen   | Venstre                     |
| Bjarne Prangsgaard     | Det Konservative Folkeparti |
| Vibeke Storm Rasmussen | Socialdemokratiet           |
| Jette Reich            | Socialdemokratiet           |
| Allan Schneidermann    | Socialistisk Folkeparti     |
| Peter Valenius         | Socialdemokratiet           |